# Песни тибетских лам
«Песни тибетских лам» — дебютный студийный альбом российской певицы Линды, выпущенный на лейбле «Кристальная музыка» в 1994 году. В записи альбома принимали участие группа «Конвой» вместе с музыкантами из Индии, Боливии и Японии.

## Список композиций
Слова и музыка всех песен — Максим Фадеев, кроме отмеченных.
| №   | Название                           | Текст песни     | Музыка        | Длительность |
| --- | ---------------------------------- | --------------- | ------------- | ------------ |
| 1.  | «Сделай так»                       |                 |               | 6:50         |
| 2.  | «Беги на цыпочках»                 |                 |               | 3:14         |
| 3.  | «Песни тибетских лам»              |                 |               | 4:43         |
| 4.  | «Мало огня»                        |                 |               | 5:22         |
| 5.  | «Танец под водой»                  |                 |               | 5:25         |
| 6.  | «Девять ангелов»                   |                 |               | 4:38         |
| 7.  | «Девочки с острыми зубками (Live)» |                 |               |              |
| 8.  | «Девочки с острыми зубками»        |                 |               | 2:31         |
| 9.  | «Купание в грязной воде»           |                 |               | 5:02         |
| 10. | «Я не буду стрелять»               |                 |               | 3:30         |
| 11. | «Киска»                            |                 |               | 3:10         |
| 12. | «Я не останусь одна»               |                 |               | 3:10         |
| 13. | «Небесный город»                   | Наталья Фадеева | Максим Фадеев | 2:43         |

## Коммерческий успех альбома
Альбом имел средний уровень продаж в 1994 году, но его популярность выросла к 1996 году. К 1998 году тираж альбома превысил 250 тысяч копий в России, получив 2 золотых и 1 платиновый статус.
Специальное издание альбома для японского рынка, согласно воспоминаниям певицы, было быстро распродано.

## Клипы
- «Мало огня»
- «Сделай так»
- «Танец под водой»
- «Девочки с острыми зубками 1»
- «Девочки с острыми зубками 2»

## Участники записи
- Линда — сольный вокал
- Максим Фадеев — вокал, ударные, аранжировка
- Иори — вокал
- Ольга Дзусова — бэк-вокал
- Юлия Савичева — бэк-вокал и вступительные слова (трек 1)
- Евгений Поздняков — гитара
- Олег Пишко — гитара
- Александр Касьянов — клавишные
- Олег Радушнов — бас-гитара
- Станислав Савичев — ударные
- Олег Дронов — ударные
- Виктор Анисимов — ударные
- Хосе Лапландо — дудка куму
- Ника — перкуссия
- Михаил Кувшинов — запись, сведение, мастеринг[3]